# Karfiguéla
Karfiguéla är en ort i Burkina Faso.   Den ligger i regionen Cascades, i den sydvästra delen av landet, 400 km sydväst om huvudstaden Ouagadougou. Karfiguéla ligger 291 meter över havet och antalet invånare är 890.
Terrängen runt Karfiguéla är platt söderut, men norrut är den kuperad. Närmaste större samhälle är Banfora, 9,2 km sydost om Karfiguéla.
Omgivningarna runt Karfiguéla är en mosaik av jordbruksmark och naturlig växtlighet. Runt Karfiguéla är det ganska tätbefolkat, med 104 invånare per kvadratkilometer.